# あなたの特命取材班
あなたの特命取材班（あなたのとくめいしゅざいはん）は、西日本新聞で2018年1月から展開しているオンデマンド調査報道、ならびに同紙の企画コーナー。通称はあな特。西日本新聞社が運営し、2020年4月1日に開設した日本のニュースサイトの名称でもある。

## 概要
2018年（平成30年）1月、当時西日本新聞社編集局社会部の遊軍キャップだった坂本信博（現・中国総局長）が中心となって「記者と読者が共に作る、新しい報道」を標榜し、「あなたの特命取材班」（通称「あな特」）は立ち上がった。

通常、新聞社やテレビ局といったマスメディアは行政機関や警察などへの当局取材や記者による調査報道を元にして、読者や視聴者に何を知らせるべきかを判断した上で報じていた。あな特では読者からの疑問や悩み事を西日本新聞の記者が調査し、取材を通して判明した事実や経緯を企業や行政にぶつけ、読者の要望に応える「オンデマンド調査報道」を目指している。
読者（「あな特通信員」と呼ばれる）から西日本新聞への情報や意見はLINEなどの通信アプリで送信する。寄せられた情報は西日本新聞社内の記者全員が閲覧することが可能で、内容に関心を持った記者が早い者勝ちで担当することが出来、その後担当記者が個別に通信員に連絡し、取材を開始する流れとなっている。つまり「あなたの取材特命を受けて動き出す取材班」という意味となる。
あな特で取材した記事は西日本新聞の紙面やインターネットに掲載している。インターネット上の記事は無料で公開しているため、西日本新聞の発行エリアである北部九州以外の地域からも反響を呼ぶことがあり、数百万PVを超える記事へのアクセス数を獲得することもある。あな特による調査報道の結果、高速バスが障害者への優先席を設置したり、携帯電話会社がキャリア決済を悪用した詐欺被害に対する補償制度を開始するなどの成果もあり、開始から2年で14,000人があな特の通信員に登録している。あな特による成功を皮切りとして全国紙の朝日新聞による「#ニュース4U」や毎日新聞による「つながる毎日新聞」など、また西日本新聞社とブロック紙3社連合を構成する中日新聞社（当初は東京本社発行の東京新聞が参加。後に中日新聞本紙と北陸中日新聞も加入）や北海道新聞社でも読者からの依頼による調査報道を開始している。
2019年から、全国で共通している課題の解決を目指す目的で、西日本新聞と同じ福岡県内のマスメディアでもあるテレビ西日本やエフエム福岡を始め、日本各地の地方紙や地方局とともに「JOD（ジャーナリズム・オン・デマンド）パートナーシップ」を結成。加盟各社との間で取材記事や情報の共有を開始している（参加社は次項）。
マスコットキャラクターはアナグマをモチーフにした「あなとくちゃん」。制作者は西日本新聞社の本社がある福岡県福岡市出身で2020年東京オリンピック・パラリンピック公式マスコット「ミライトワ」と「ソメイティ」の作者でもある谷口亮。
2020年（令和2年）、西日本新聞社社長柴田建哉は坂本を北京に赴任させ、自社の海外特派員（ワシントンD.C.、北京、ソウル、釜山、バンコク）が読者の調査依頼にこたえる「あなたの特派員」（あなたの海外特派員）や、「記者に撮影してほしい」スポットや思い出の場所などをカメラマンや記者が訪ねる「あなたの特命撮影班」（通称：「あな特撮」）といったスピンオフ企画を次々と立ち上げた。なお、柴田も2000年代後半にバンコク駐在の経験があった。
2022年、日本記者クラブ賞特別賞を受賞した。

## JODパートナーシップ
西日本新聞社を幹事社として「あなたの特命取材班」と同種の調査報道を採用した媒体（主に地方紙）との間で締結したパートナーシップ協定。参加各紙の間で情報や記事の交換、共同取材を実施している。
2022年に宮崎日日新聞がJODパートナーシップに加入して以降は、西日本（福岡・佐賀・長崎・大分）・熊本日日・宮崎日日・南日本（鹿児島）の4紙合同で九州全域を対象にした合同企画を開催することが多くなっている。また、2024年1月には調査報道コーナーの開始当初に非加入だった秋田魁新報社が加入し、東北6県がJODパートナーシップ7社（福島県は福島民報・福島民友の2紙が重複加入）により完全にカバーされた。
（2024年2月時点）
新聞社
- 北海道新聞社
- 東奥日報社
- 岩手日報社
- 河北新報社
- 秋田魁新報社
- 山形新聞社
- 福島民報社
- 福島民友新聞社
- 下野新聞社
- 上毛新聞社
- 中日新聞東京本社（東京新聞）
- 日本農業新聞社
- 神奈川新聞社
- 新潟日報社
- 北日本新聞社
- 中日新聞北陸本社（北陸中日新聞）
- 福井新聞社
- 信濃毎日新聞
- 岐阜新聞社
- 中日新聞東海本社（中日新聞静岡県版）
- 静岡新聞社
- 中日新聞社
- 京都新聞社
- 神戸新聞社
- 山陰中央新報社
- 中国新聞社
- 徳島新聞社
- 愛媛新聞社
- 高知新聞社
- 西日本新聞社 ※幹事
- 熊本日日新聞社
- 宮崎日日新聞社
- 南日本新聞社
- 琉球新報社

放送局
- テレビ西日本
- TVQ九州放送
- エフエム福岡
- 鹿児島テレビ放送

### 過去の参加媒体
- まいどなニュース

京阪神エルマガジン社、京都新聞社、神戸新聞社、北日本新聞社、山陰中央新報社、山陽新聞社、高知新聞社、デイリースポーツ、サンテレビジョン、ラジオ関西が共同運営するネットニュース。大阪府の媒体としてJODに参加していたが、2023年3月までに脱退した。

## 注目を集めた報道

### かんぽ生命保険をめぐる不正契約問題
2018年の夏、九州のある特定郵便局の局員から「かもめ〜るの販売にノルマが課されて苦しんでいる」という投書があなたの特命取材班に寄せられた。この投書がきっかけで様々な告発が明らかになるなか、同年末に「かんぽ生命保険のノルマが最もきつい。不正販売をしている者もいる」との投書があった。これを元に取材を進めていくうちに、かんぽ生命保険が二重払いの不正契約をしている内部資料を入手し報道。この報道により、かんぽ生命保険は金融庁より業務停止命令を受けただけではなく、日本郵政グループの3社のトップが辞任するまでに発展した。西日本新聞では、問題が終息した現在でも継続的に報道している。この問題を含めた企画連載『徹底調査報道「ひずむ郵政」』は石橋湛山記念早稲田ジャーナリズム大賞を受賞した。
なお、西日本新聞よりも先にかんぽ生命保険の不正契約問題を、NHK総合『クローズアップ現代+』が2018年4月24日の放送で取り上げているが、その後日本郵政グループからの抗議を受け続編の放送を一度見合わせている。『クローズアップ現代+』のかんぽ生命保険に関する放送については公式サイトも参照。

### 愛知県知事リコール署名偽造事件
2020年8月25日から11月にかけて愛知県知事の大村秀章に対するリコール運動が行われた。ところが、県内の市町村選挙管理委員会に提出された署名のうち故人や県外への転出者の氏名が含まれていたり同一人物の筆跡や拇印による無効なものが全体の8割前後にのぼったとして被疑者不詳で刑事告発がなされた。
佐賀県で募集された名簿から署名を書き写すアルバイトの参加者からあなたの特命取材班に寄せられた情報を基に西日本新聞社と中日新聞社が合同で取材活動を行い、2021年2月16日付の両紙では佐賀市の佐賀県青年会館で行われた大規模な署名偽造の実態が報じられた。
これらの合同取材による一連の報道について、西日本新聞社と中日新聞社は2021年の新聞協会賞を受賞した。